# Snork City
Snork City er debutalbummet fra den danske popdup Juncker. Det blev udgivet den 4. oktober 2004, og indeholder en af gruppens mest kendte sange "Mogens og Karen", der blev nomineret til "P3 Lytterhittet" ved P3 Guld i 2004.
Albummet toppede Hitlisten som #33, og musikmagasinet GAFFA gav det tre ud af seks stjerner.

## Spor
1. "Kongen Af Kartoffelvand" - 3:32
2. "Da Fjernvarmen Kom" - 3:00
3. "Kuk Kuk" - 2:54
4. "Mogens Og Karen" - 2:43
5. "C'est La Vie" - 3:27
6. "Du Er Alt Jeg Har" - 3:01
7. "På Solstrålevej" - 4:39
8. "Snork City Blues" - 2:55
9. "Sotto Voce" - 3:38
10. "Please, Please, Please" - 1:56
11. "På Den Anden Side" - 3:59